# Juan Dosal
Juan Dosal Estrada (Toluca de Lerdo; 3 de junio de 1942) es un exfutbolista que jugaba en la media cancha como ofensivo, y cronista y comentarista deportivo mexicano. Fue, junto con Gerardo Peña Kegel, el narrador estelar de Televisa en la década de los 80's y parte de los noventa, pero posteriormente fue ubicado en otro tipo de actividad como analista deportivo de los partidos de fútbol de la Liga MX en México.

## Trayectoria
Fue producto de las fuerzas inferiores del Club Deportivo Toluca. debutando en 1958. Conforme avanzó su desarrollo profesional poco a poco se fue afianzando en el cuadro titular en la media cancha. De la mano de Ignacio Trelles fue bicampeón con el Deportivo Toluca en las Temporadas 1966-1967 y 1967-1968. Su posición en el campo de juego, fue de mediocampista ofensivo. Era apodado como El Maestrito aunque también se le conocía como El General. Asimismo, la audiencia mexicana también lo conoce como Juanito Dosal, cuando comenzó a ser narrador y analista deportivo. Se retiró en la temporada 1970-1971 en situaciones no muy claras, dado que tenía 29 años. Hubo varias versiones pero jamás hubo una información proporcionada por el jugador, pero aparentemente fueron situaciones contractuales. Es junto con Vicente Pereda, El Diablo Mayor de los pocos jugadores que tuvieron su carrera deportiva en el Toluca sin cambio a otro equipo.

## Comentarista y locutor deportivo
Posteriormente, en 1971, ingreso como comentarista deportivo en Televisa Deportes, apareciendo en el programa «Hoy Mismo» de Guillermo Ochoa, además de alternar la narración deportiva de los partidos de futbol en México, y fue ascendiendo dentro de la empresa llegando a ser narrador estelar de la Selección Mexicana, y en las Copas Mundiales de España 1982, México 1986 e Italia 1990, así como eventos deportivos en los Juegos Olímpicos.
A finales de octubre de 2020, tras 49 años en Televisa, Juan Dosal sale de la empresa, a pesar de que le habían prometido que al cumplir cincuenta años en la misma, se retiraría con todos los honores por respeto a su trayectoria en la empresa.  Una semana después, Televisa dio marcha atrás a su decisión y Juan Dosal reapareció como comentarista en el encuentro Toluca vs León, respetando el acuerdo de retirarse en 2021.

## Clubes
| Club   | País   | Año         |
| ------ | ------ | ----------- |
| Toluca | México | 1958 - 1971 |

## Palmarés

### Títulos nacionales
| Título               | Club   | País   | Año     |
| -------------------- | ------ | ------ | ------- |
| Primera División     | Toluca | México | 1966-67 |
| Campeón de Campeones | Toluca | México | 1966-67 |
| Primera División     | Toluca | México | 1967-68 |
| Campeón de Campeones | Toluca | México | 1967-68 |

### Títulos internacionales
| Título                           | Club           | País           | Año  |
| -------------------------------- | -------------- | -------------- | ---- |
| Juegos Panamericanos             | México amateur | Canadá         | 1967 |
| Copa de Campeones de la Concacaf | Toluca         | Estados Unidos | 1968 |